# Archidiecezja Moncton
Archidiecezja Moncton – archidiecezja Kościoła rzymskokatolickiego w Kanadzie. Została erygowana w 1936.

## Biskupi diecezjalni
- Louis-Joseph-Arthur Melanson (1936−1941)
- Norbert Robichaud (1942−1972)
- Donat Chiasson (1972−1995)
- Ernest Léger (1996−2002)
- André Richard (2002−2012)
- Valéry Vienneau 2012–2023)
- Guy Desrochers (od 2023)